# Hallens kyrka
Hallens kyrka är en kyrkobyggnad i Hallen. Den är församlingskyrka i Västra Storsjöbygdens församling i Härnösands stift.

## Kyrkobyggnad
Kyrkan byggdes på medeltiden, men tidpunkten är osäker. År 1776-77 genomgick kyrkan en ombyggnad under ledning av Per Olofsson i Dillne. Han byggde även klockstapeln år 1755. 
Murpartier från medeltiden ingår i kyrkans södra och västra murar. Vapenhuset byggdes 1890 och sakristian uppfördes först 1956.

Vid ombyggnaden på 1770-talet fick långhuset stora, rundbågiga fönster och ett brutet tak, som är valmat.

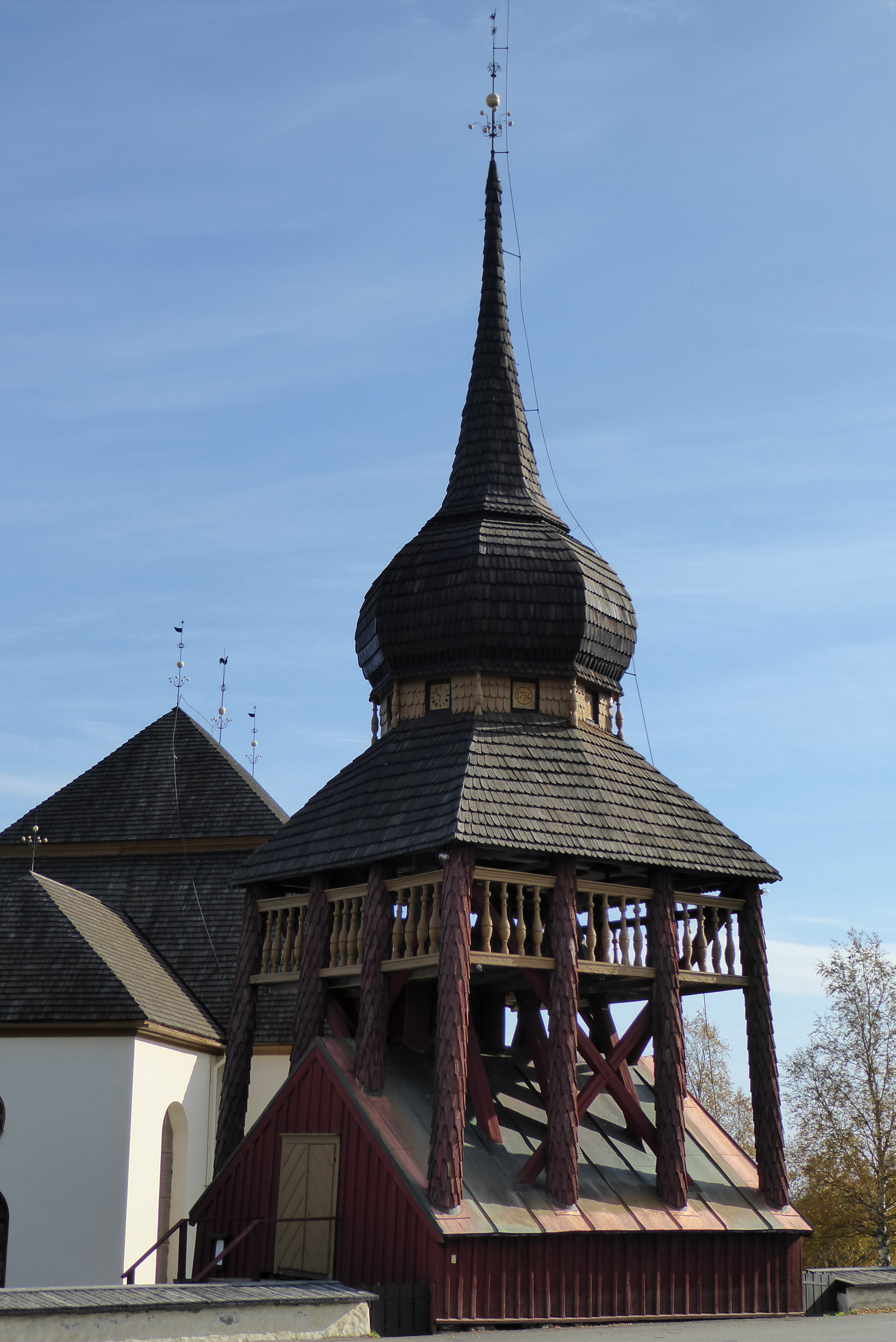
Klockstapeln.
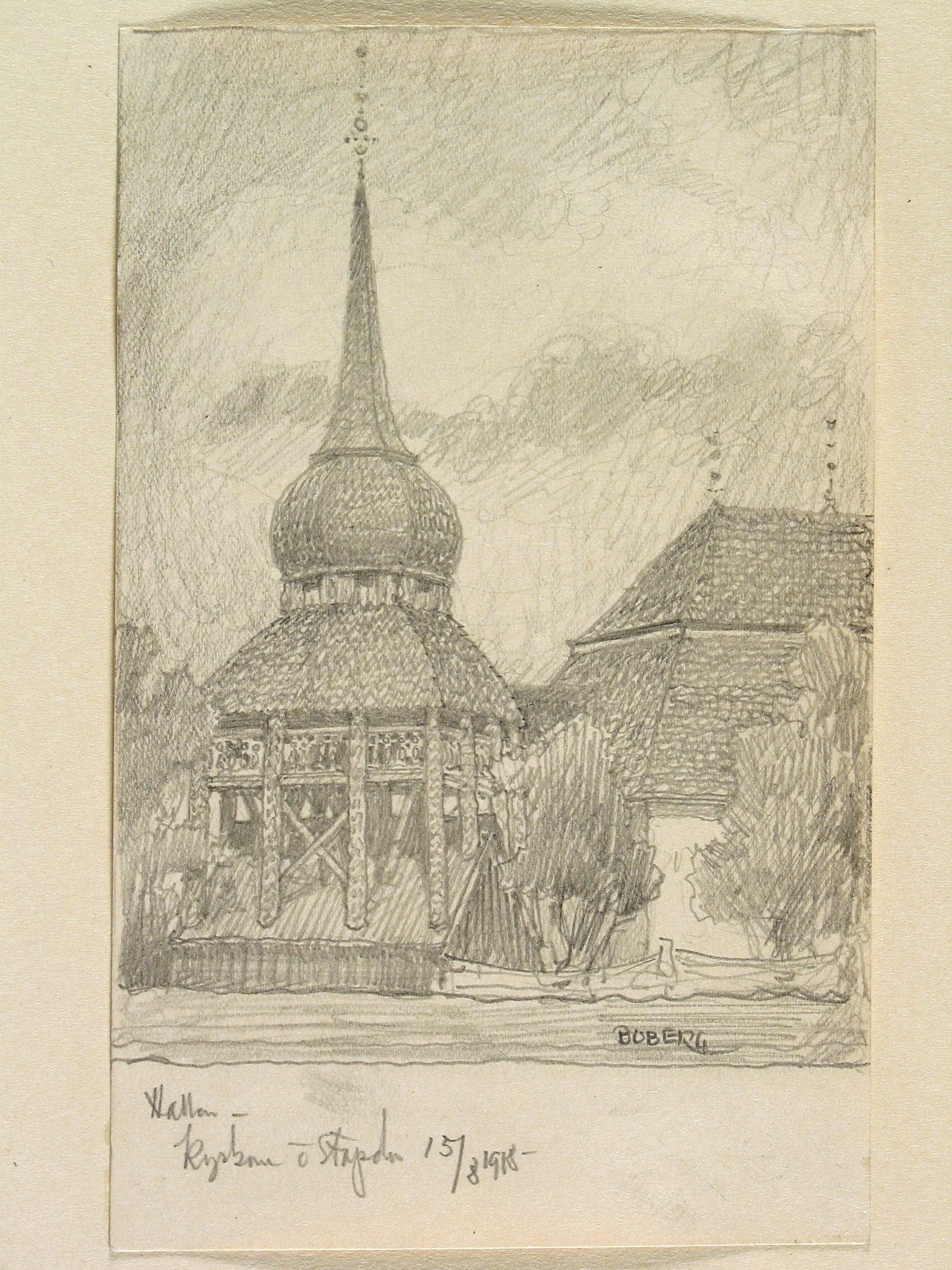
Hallens kyrka tecknad av Ferdinand Boberg 1918.
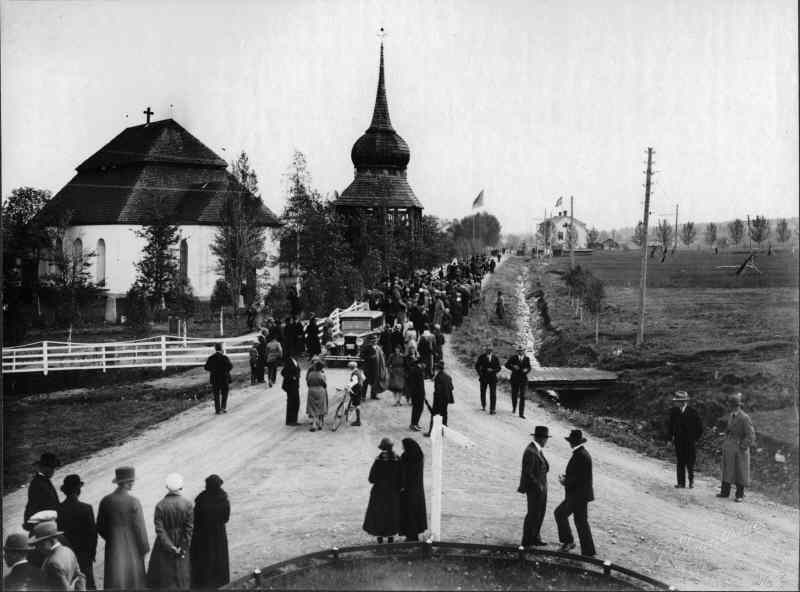
Hallens kyrka 1946.

## Interiör
Kyrkans interiör är, efter ombyggnaden, en blandning av rokoko och nyklassicism. Det finns ett spegeltak med målningar. 
Mest iögonfallande är en skenperspektivmålning på korväggen mellan de stora fönstren i söder. Målningen är mycket elegant och har ett imiterat kassettvalv och blå draperier, vilka är hopbundna med guldtofsar.
Altaruppsatsen har kopplade kolonner, vilka vilar på en sockel. Upptill finns det allseende ögat, insatt i en triangel. På sidorna flankerar kvinnogestalterna Hoppet (attribut: ankare) samt Tron (attribut: ett kors). Altartavlan är målad av Pehr Sundin omkring 1800.
Predikstolen är praktfull. Den är gjord av Johan Edler den äldre och har buktande linjespel och rik dekor.
Dopfunten är utformad som ett timglas och kommer troligen från den gamla kyrkan (före 1770).

### Gravsatta
Under mittgången i kyrkan är Jonas Rosendahl begravd. Rosendahl föddes 1715 i Österhaninge  Stockholm och jobbade bland annat för hovmarskalken Gustaf Jacob Horn af Rantzien vars plikter förde dom runt Europa. Det var Horn som fick i uppdrag att föra den preussiska prinsessan Lovisa Ulrika, som kronprinsessa, till Sverige från Berlin 1744. Rosendahl flyttade till Hallen 1764 med sin fru, Katarina Söderblom och deras tre barn. Han jobbade där som kronolänsman fram till sin död 1768. Rosendahl var historikern och juristen Claes Reiners anfader nio generationer bakåt.